# Far Out
Far Out або Far Out Magazine — британський вебсайт, присвячений сучасній культурі.
Засновником вебсайту є журналіст Лі Томас-Мейсон. 2010 року він створив видання Far Out Magazine, в якому дотримувався принципів гонзо-журналістики, приділяючи увагу інді-сцені, маловідомим музичним виконавцям та подіям. 2013 року журнал розширив список охоплених тем, додавши до музики кінематограф, а згодом в ньому з'явилися розділи, присвячені іншим аспектам сучасної культури, як то подорожам, живопису та фотографії. Штаб-квартира Far Out знаходиться в Лондоні, Велика Британія.